# Chovrino (metrostation)
Chovrino (Russisch: Ховрино) is het noordelijke eindstation van de Zamoskvoretskaja-lijn van de Moskouse metro. Het station zou in de loop van 2016 worden geopend, maar is door vertraging bij de bouw pas op 31 december 2017 in gebruik genomen. Deze vertraging is veroorzaakt door wisselende plannen rond Belomorskaja en dat station tussen Chovrino en Retsjnoj Vokzal werd dan ook tot 20 december 2018 zonder stoppen voorbij gereden.